# Eclissi solare dell'11 luglio 1991

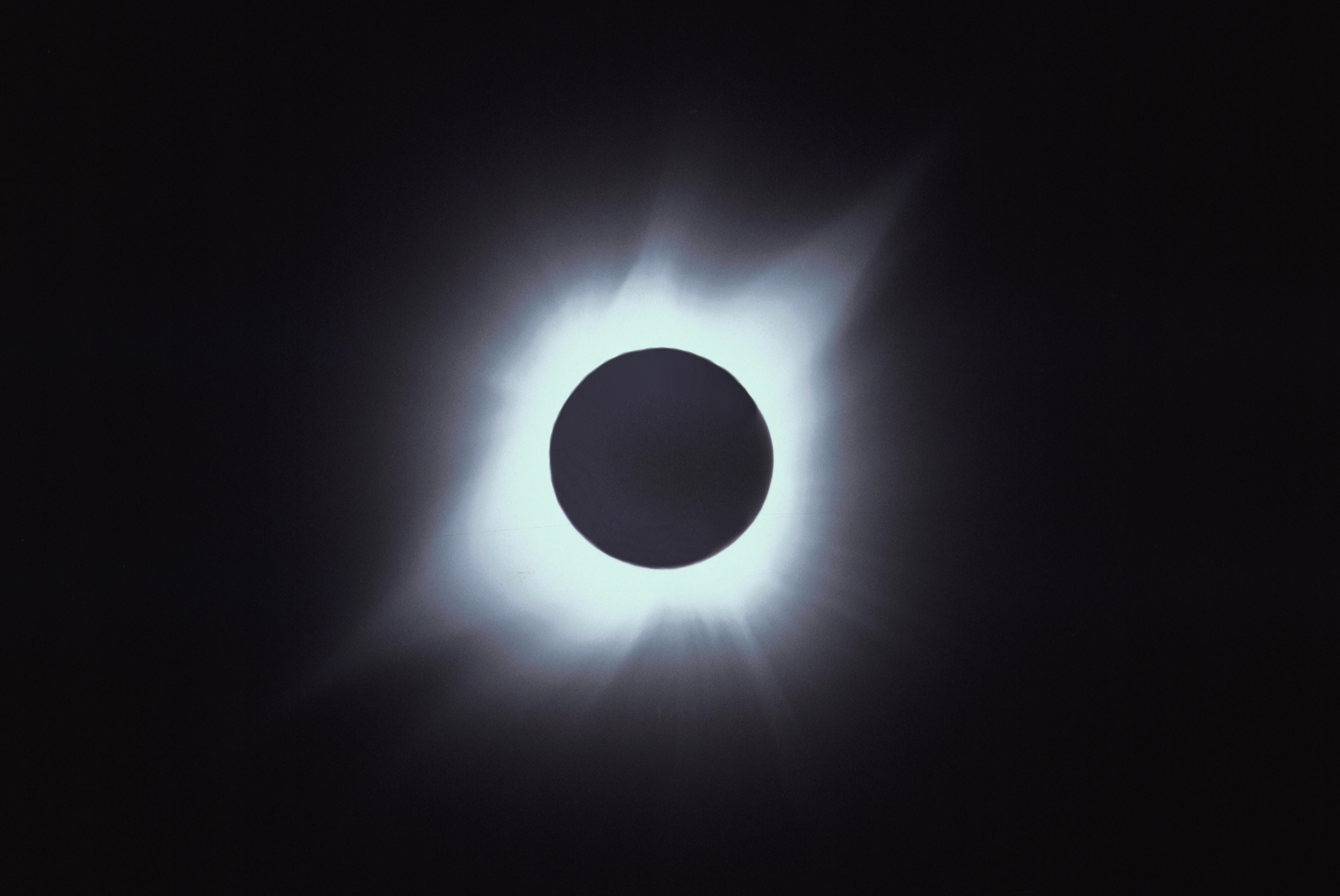
Fase totale ripresa dall'astrofilo Claudio Lelli (Forlì); località Juchitan (Messico); posa 4 secondi, pellicola Perutz 100 ISO, focale 300 mm con duplicatore

L'eclissi solare dell'11 luglio 1991 è un evento astronomico che ha avuto luogo il suddetto giorno dalle ore 17:21 UTC alle 20:50 UTC.

## Eventi
La totalità ha avuto inizio nell'Oceano Pacifico, passando per il Messico, alcuni stati dell'America centrale e meridionale e finendo in Brasile. Nel punto di eclissi massima è durata 6 minuti e 53 secondi ed è stata una dell'eclissi più lunga del XX secolo dopo quelle del 29 maggio 1919, dell'8 giugno 1937, del 20 giugno 1955, del 30 giugno 1973. Non esisterà un'eclissi totale dalla durata maggiore fino all'Eclissi solare del 13 giugno 2132. L'eclissi più lunga del periodo 4000 AC e il 8000 DC avrà luogo il 16 luglio 2186 con 7 minuti e 29 secondi. La durata teorica possibile nel terzo millennio è di 7 minuti e 32 secondi. L'eclissi storica più lunga ha avuto luogo il 15 luglio 744.